# سارا هندرسون
سارا هندرسون (بالإنجليزية: Sara Henderson)‏ هي كاتبة سير ذاتية أسترالية، ولدت في 15 سبتمبر 1936، وتوفيت في 29 أبريل 2005 بسبب سرطان الثدي.